# 雅克·杜克洛

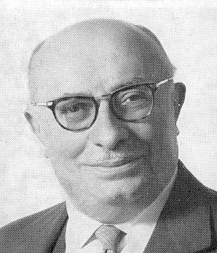
1950年代的雅克·杜克洛

雅克·杜克洛（法語：Jacques Duclos；1896年10月2日—1975年4月25日）是一位法国共产主义政治家。他出生在上比利牛斯省卢埃的一个讲奥克语的普通家庭。1912年10月，他到巴黎当糕点师。第一次世界大战期间，他被法國陸軍征召，作为步兵参加了凡尔登战役，并负伤，后在贵妇小径被俘，直到战争结束才被释放。1920年12月，他加入共产国际法国支部（1943年，改名为法国共产党）。1926年，他在选举中击败保罗·雷诺，当选法国国民议会议员。第二次世界大战纳粹德国占领法国期间，他负责领导法国共产党的地下组织。1950年—1953年，因总书记莫里斯·多列士患病，而由他担任法国共产党临时总书记。1969年，他在总统选举第一轮中获得21.3%的选票，排名第三，以微弱劣势而没有进入第二轮。1975年，他在塞纳-圣但尼省蒙特勒伊逝世，享年78岁，葬于拉雪兹神父公墓。